# Maritiem Instituut Willem Barentsz
Het Maritiem Instituut "Willem Barentsz" (MIWB) is een Nederlands opleidingsinstituut gevestigd op het waddeneiland Terschelling.

## Organisatie
Het Maritiem Instituut "Willem Barentsz" is een nautisch-technisch instituut en een Hogere Zeevaartschool. Het instituut bevindt zich op Terschelling en is genoemd naar de op dit eiland geboren zeevaarder en ontdekkingsreiziger Willem Barentsz. Het is opgericht in 1875. Het huidige hoofdgebouw stamt uit 1966. Het Nautisch Kwartier en het Maritiem Simulator Training Centrum (MSTC) zijn beide begin jaren '90 gebouwd. Sinds de fusie tussen de NHL Hogeschool en de Stenden Hogeschool in 2018 is het MIWB een aparte Academie onder de NHL Stenden Hogeschool. Van 2018 tot 2020 werd de school ingrijpend verbouwd en vernieuwd.
Het MIWB biedt de hbo-opleidingen Ocean Technology en Maritiem Officier en diverse maritieme cursussen aan. Ook participeert het in een aantal onderzoeksprojecten. Daarnaast valt ook het in Leeuwarden gegeven "Maritime Technology" onder het MIWB. Het instituut beschikte sinds 2003 over een eigen opleidingsvaartuig, de "ms Octans". De Octans is een voormalig inspectievaartuig van Rijkswaterstaat. Sindsdien is het MIWB ook twee kleinere opleidingsvaartuigen rijker, die worden gebruikt voor de praktische lessen hydrografie. Dit zijn de Razende Bol en de Cumulus. Een aantal maanden nadat de Octans verkocht werd zonk deze tijdens de storm Eunice.

## Uniform en campus
Gedurende de eerste twee jaar van de opleiding dragen de studenten een uniform, de zogenaamde "service dress", het uniform van een Officier ter Koopvaardij. Ook wonen de eerste- en tweedejaars op de campus "Willem Barentsz". Sinds 2017 zijn de eerste- en tweedejaarsstudenten op de nieuwe campus ondergebracht, die hier speciaal voor gebouwd is. Deze bestaat uit vier woongebouwen, waar de eerste- en tweedejaars gemengd wonen en een extra gebouw met een gezamenlijke ruimte.

## Studentenleven
Voor de eenheid en saamhorigheid onder de studenten is al decennialang de Willem Barentsz Studentenvereniging, kortweg WBS, beroemd en berucht. Zij organiseren onder meer jaarlijks het voorjaarsbal, voorheen het Midwinterfeest, waar alle ouders kennismaken met het leven van hun studentikoze kinderen. Ook organiseren ze de WBS Zeepkistenrace. En nog vele andere activiteiten en feesten. Naast alle activiteiten heeft de WBS ook haar eigen mannenkoor, op 4 februari 2017 trad het samen met eilandzanger Hessel en zijn dochter Tess op in de Ziggo Dome in Amsterdam. 